# 布尚圍城戰 (1712年)
布尚圍城戰發生於1712年10月1日至10月19日，是西班牙王位繼承戰爭中的一場圍城戰。經過18天的圍攻，由維拉爾率領的法軍成功圍攻並佔領了奧格斯堡同盟的防禦工事。
1712年7月，維拉爾元帥的軍隊在德南戰役利用了聯軍過度延伸的戰線贏得了一場重要戰役，並在接下來的三個月中佔領了馬爾謝訥、杜埃和勒凱努瓦的堡壘。10月1日，法軍的先遣隊展現出優秀的素質，甚至在10月4日法軍對勒凱努瓦的圍攻完成之前包圍了布尚。維拉爾決定進行圍攻而不是封鎖。
因為快速突擊和佯攻的撤略，使得法軍只損失部分的軍隊就成功迫使守軍投降。

## 後果
維拉爾的勝利使馬爾博羅公爵在一年前對布尚的征服無效，並加速了烏得勒支和約的簽訂。

## 註腳
1. 1 2  Bodart 1908，第169頁.
2. ↑  Ostwald 2006，第190頁.